# 大正橋 (福島県伊達市)
大正橋（たいしょうばし）は、福島県伊達市の阿武隈川に架かる福島県道125号保原桑折線の道路橋である。

## 概要
- 全長 - 280.1 m
- 幅員 - 8.5 m
- 形式 - 鋼合成ゲルバーI桁橋
- 竣工 - 1972年（昭和47年）11月[1]

伊達市北東部の伏黒地区を流れる一級河川阿武隈川を渡る。現在の橋は1972年（昭和47年）11月に開通した永久橋としては2代目にあたる橋である。全長280.1 m、幅員8.5 mの鋼合成ゲルバーI桁橋であり、部分合成桁の橋梁としては福島県内で初めてニューマチックケーソン基礎が用いられた。たもとには福島交通の大正橋バス停が設置されている。

## 沿革
もともと当地近辺には伏黒舟場という渡船場があったが、1903年（明治36年）に当地における初代橋梁に当たる木製橋が架けられ、万世橋と名付けられた。しかし1912年（大正元年）、阿武隈川で大規模な増水が発生し、上流にある鉄道併用橋の伊達中央橋とともに流出した。その後伊達中央橋の鉄製永久橋への架替の動きが立ち上がると、郡役所を擁する東岸の桑折では架替位置を万世橋の位置に移動させる運動が起きる。半田銀山の採掘による景気もあり建設費の拠出と引き換えに郡議会への根回しを行った結果、議会で伏黒舟場への架橋が決定する。この動きに伊達中央橋を要していた長岡地区の人々は郡役所や警察署へ10000人以上で押しかけ、賛成した議員などの自宅に投石や放火を行い多くの逮捕者を出す「伊達橋騒擾事件」が発生した。
議決どおり伏黒舟場への架橋が1915年（大正4年）5月に始まり、1917年（大正6年）4月に完成し、大正橋と命名された。全長218 m、幅員5.4 mの下路式鋼単純トラス橋で総工費は当時の金額で99,500円であった。1929年（昭和4年）には下路式プラットトラス橋の継ぎ足し工事が43.9 mに渡り行われた。1922年（大正11年）には保原 - 桑折間の軌道線が信達軌道（後の福島交通）により開業したが、同時期に上流の伊達橋が長岡村営として架けられ、保原 - 長岡間の軌道路線が復旧したために利用客が伸びず、1926年（大正15年）の改軌電化工事を機に早くも廃止された。モータリゼーションの進行とともに橋が手狭となり、末期には高さ制限2.0 m、幅員制限2.2 m、重量制限4 t、片側交互通行の規制が行われるようになり、1971年（昭和46年）に架替工事が始まり、現在の橋が翌年完成供用された。
2011年3月11日の東北地方太平洋沖地震では、落橋防止装置のアンカーボルトの破断や支承移動制限装置の脱落が発生し通行止めとなった（7月19日に全面復旧）。この影響で福島交通のバス路線、上ヶ戸経由保原線は伊達橋への迂回運行を行った。

## 隣の橋
（上流） 伊達橋 - 伊達大橋 - 大正橋 - 昭和大橋 （下流）